# Светско првенство у биатлону 2013 — штафета мешовито
Дисциплина мешовита штафета је била прва дисциплина на 46. Светском првенству у биатлону у Нове Мјесто у Моравској, Чешка Република одржана је 7. фебруара 2013. године.

## Систем такмичења
Мешовита штафета је најмлађа дисциплина биатлона, која има иста правила као и друге штафете, али је сатав штафете мешовит - две жене и два мушкарца. Стаза на којој прво тече жене је 2 х 6 км, а затим мушкарци на стази 2 х 7,5 км. сви такмичари имају по два гађања једно у лежећем и једно у стојећем ставу. Прво гађање, првог такмичара је на мети која одговара стартном броју. Друго гађање првог такмичара и сва гађања преосталих такмичара у штафети, одвијају се на метама по редоследу стизања на гађање.
Учествовало је 27 штафета.
Трка је бодована и за Светски куп 2012/13.у биатлону.

## Резултати
Трка је одржана 17:30.
| Пласман | Ст. бр. | Штафета                                                                                    | ЕРезултат                                 | Промашаји (Л+Л+С+С)                      | Заоастатак |
| ------- | ------- | ------------------------------------------------------------------------------------------ | ----------------------------------------- | ---------------------------------------- | ---------- |
|         | 2       | Норвешка · Тора Бергер · Синеве Солемдал · Тарјеј Бе · Емил Хегле Свендсен                 | 1:12:04,9 15:45,6 17:16,2 19:29,4 19:33,7 | 0+1 0+3 0+0 0+0 0+0 0+2 0+1 0+0 0+0 0+1  |            |
|         | 5       | Француска · Мари Лор Бруне · Мари Дорен Абер · Алексис Беф · Мартен Фуркад                 | 1:12:24,9 16:29,3 16:45,8 19:47,1 19:22,7 | 0+1 0+7 0+0 0+2 0+1 0+2 0+0 0+2 0+0 0+1  | +20,0      |
|         | 3       | Чехословачка · Вероника Виткова · Габријела Соукалова · Јарослав Соукуп · Ондреј Моравец   | 1:12:37,2 16:30,0 16:56,4 19:46,1 19:24,7 | 0+3 0+2 0+2 0+1 0+1 0+0 0+0 0+1 0+0 0+0  | +32,3      |
| 4       | 7       | Италија · Доротеа Вијерер · Карин Оберхофер · Доминик Виндиш · Лукас Хофер                 | 1:13:03,3 16:24,0 17:10,3 19:44,8 19:44,2 | 0+1 0+3 0+0 0+0 0+1 0+1 0+0 0+0 0+0 0+2  | +58,4      |
| 5       | 6       | Словенија · Андреја Мали · Теја Грегорин · Клемен Бауер · Јајов Фак                        | 1:13:12.0 16:56.5 16:55.3 19:42.1 19:38.1 | 0+2 0+4 0+0 0+1 0+0 0+0 0+2 0+2 0+0 0+1  | +1:07.1    |
| 6       | 1       | Русија · Олга Зајцева · Олга Вилухина · Антон Шипулин · Дмитриј Малишко                    | 1:13:31,4 15:57,7 17:00,4 19:45,4 20:47,9 | 1+7 0+2 0+0 0+1 0+1 0+0 0+3 0+0 1+3 0+1  | +1:26,5    |
| 7       | 11      | Словачка · Јана Герекова · Анастасија Кузмина · Павол Хурајт · Матеј Казар                 | 1:13:37,6 16:21,0 16:50,4 20:28,9 19:57,3 | 0+5 0+3 0+0 0+1 0+1 0+2 0+1 0+0 0+3 0+0  | +1:32,7    |
| 8       | 17      | САД · Анелис Кук · Сузан Данкли · Лоуел Бејли · Лејф Нордгрен                              | 1:13:37.7 16:58,0 16:38,9 20:01,1 19:59,7 | 0+3 0+4 0+0 0+3 0+0 0+1 0+2 0+0 0+1 0+0  | +1:32,8    |
| 9       | 10      | Украјина · Јулија Џима · Наталија Бурдига · Андриј Дериземља · Сергеј Седнев               | 1:13:55,8 16:37,0 17:13.9 20:13.1 19:51.8 | 1+4 0+4 0+0 0+2 0+0 0+1 1+3 0+1 0+1 0+0  | +1:50.9    |
| 10      | 14      | Пољска · Кристина Палка · Магдалена Гвиздоњ · Лукаш Шчурек · Кшиштоф Пливачик              | 1:13:58.7 16:05.5 16:58,7 20:29,9 20:24,6 | 0+3 0+4 0+1 0+0 0+2 0+1 0+0 0+1 0+0 0+2  | +1:53,8    |
| 11      | 12      | Белорусија · Надежда Скардино · Дарја Дормачева · Јевгениј Абраменко · Сергеј Новиков      | 1:14:17,6 16:43,2 16:56,0 20:23,2 20:15,2 | 0+2 0+3 0+1 0+0 0+0 0+3 0+0 0+0 0+1 0+0  | +2:12,7    |
| 12      | 9       | Швајцарска · Елиза Гаспарин · Селина Гаспарин · Клаудио Бекли · Бенјамин Вегер             | 1:14:45,5 16:58,9 16:52,2 20:28,1 20:26,3 | 0+7 0+2 0+1 0+2 0+2 0+0                  | +2:40,6    |
| 13      | 4       | Немачка · Андреа Хенкел · Миријам Геснер · Симон Шемп · Андреас Бирн Баирнбахер            | 1:14:45,6 16:27,7 18:06,8 20:01,0 20:10,1 | 0+3 1+7 0+1 0+1 0+1 1+3 0+1 0+0 0+0 0+3  | +2:40,7    |
| 14      | 8       | Шведска · Елизабет Хегберг · Јени Јонсон · Бјерн Фери · Фредрик Линдстрем                  | 1:14:51,8 16:59,8 18:14,2 19:48,6 19:49,2 | 0+3 0+3 0+1 0+1 0+0 0+0 0+1 0+0 0+1 0+2  | +2:46,9    |
| 15      | 16      | Канада · Розана Крофорд · Megan Heinicke · Жан-Филип Леглек · Скот Пера                    | 1:15:09,6 16:49,5 18:04,8 20:01,4 20:13,9 | 0+3 0+6 0+2 0+1 0+0 0+2 0+1 0+1          | +3:04,7    |
| 16      | 24      | Бугарска · Емилија Јорданова · Нија Димитрова · Красимир Анес · Михајил Клечеров           | 1:16:33,4 17:39,5 17:59,0 19:52,2 21:02,7 | 0+1 0+6 0+1 0+1 0+0 0+2 0+0 0+1          | +4:28,5    |
| 17      | 15      | Аустрија · Ирис Швабл · Романа Шремпф · Јулијан Ебрехард · Доминик Ландертингер            | 1:16:51,5 16:54,8 19:02,1 20:58,2 19:56,4 | 0+5 5+7 0+0 0+1 0+0 3+3 0+2 2+3 0+2 0+1  | +4:46,6    |
| 18      | 20      | Казахстан · Јелена Хрусталева · Дарја Усанова · Јан Савицки · Сергеј Наумик                | 1:17:26,2 17:00,2 19:44,5 19:58,2 20:43,3 | 3+5 1+4 0+0 0+1 3+3 1+3 0+1 0+0          | +5:21,3    |
| 19      | 13      | Финска · Мари Лауканен · Кајса Мекерејнен · Јарјко Каупинен · Ахти Тојиванен               | 1:17:58,1 17:42,5 17:52,0 21:12,5 21:11,1 | 0+3 3+10 0+0 2+3 0+1 1+3 0+2 0+2 0+0 0+2 | +5:53,2    |
| 20      | 21      | Естонија · >Кадри Лехтла · Дарија Јурлова · Роланд Лесинг · Каури Коив                     | Круг 17:31,5 19:07,5 20:36,6              | 0+7 1+6 0+1 0+0 0+1 1+3 0+2 0+1 0+3 0+2  |            |
| 21      | 19      | Румунија · Река Ференц · Луминита Пискоран · Стефан Гаврила · Корнел Пукијану              | Круг 17:21,1 18:03,0 21:26,7              | 1+6 0+9 0+1 0+0 0+0 0+3 1+3 0+3 0+2 0+3  |            |
| 22      | 18      | Јапан · Фијуко Сузуки · Arisa Goshono · Хиденори Иса · Junji Nagai                         | Круг 17:54,1 18:58,1 20:34,2              | 1+6 0+6 1+3 0+2 0+3 0+0 0+0 0+2          |            |
| 23      | 22      | Кина · Ma Wei · Wang Yue · Chen Haibin · Ren Long                                          | Круг 17:51,9 18:33,9 20:47,0              | 1+5 1+7 1+3 0+2 0+0 0+2 0+0 0+0 0+2 1+3  |            |
| 24      | 25      | Летонија · Žanna Juškāne · Baiba Bendika · Едгар Пиксонс · Rolands Pužulis                 | Круг 18:05,8 19:34,5 20:58,0              | 0+5 0+3 0+3 0+2 0+0 0+0 0+1 0+1 0+1 0+0  |            |
| 25      | 23      | Литванија · Наталија Кочергина · Дијана Расимовицијуте · Карол Домбровски · Томас Каукенас | Круг 18:44,9 19:2,.9 22:12.2              | 0+5 2+10 0+0 1+3 0+1 1+3 0+1 0+3 0+3 0+1 |            |
| 26      | 26      | Уједињено Краљевство · Amanda Lightfoot · Аделе Вокер · Lee-Steve Jackson · Kevin Kane     | Круг 17:39,3 21:02,1 21:09,6              | 0+7 3+9 0+2 0+2 0+3 3+3 0+0 0+2 0+2 0+2  |            |
| 27      | 27      | Јужна Кореја · Jo In-Hee · Kim Seon-Su · Lee In-Bok · Jun Je-Uk                            | Круг 18:40,8 20:08,3 22:15,6              | 0+7 0+6 0+0 0+2 0+3 0+1 0+1 0+0 0+3 0+3  |            |